# Jon Lee Anderson
Jon Lee Anderson, (Califòrnia, 1957), és un escriptor i periodista estatunidenc. Es va educar a Corea del Sud, Colòmbia, Taiwan, Indonèsia, Libèria i Anglaterra. Va iniciar la seva carrera com a reporter per a The Lima Times a Lima, Perú. Des de llavors, ha cobert nombrosos conflictes a l'Iraq, l'Afganistan, el Líban, Libèria, Angola, Uganda, Bòsnia, Síria, Líbia, Somàlia, el Sudan o Mali, i també a l'Amèrica Llatina i el Carib: sobre les bandes de Rio de Janeiro, el canal del Panamà, el terratrèmol d'Haití o el barraquisme de Caracas. Ha publicat els seus treballs a The New York Times, Los Angeles Times, Harper’s Magazine, The Guardian, El País, Der Speigel, Le Monde o La Repubblica i, des del 1998, a The New Yorker.
Ha escrit sobre destacades figures contemporànies com Gabriel García Márquez, Hugo Chávez, Fidel Castro, Augusto Pinochet, el rei Joan Carles I o Saddam Hussein i ha publicat diversos llibres, entre d'altres, La tumba del León: Partes de guerra desde Afganistán (2002), La caída de Bagdad (2005) i Che Guevara: una vida revolucionaria (2006). Arran d'aquest últim llibre, ha col·laborat com a assessor de la producció cinematogràfica Che (2008), dirigida per Steven Soderbergh i protagonitzada per Benicio del Toro.
Entre els diversos guardons que ha obtingut, en destaquen la Menció d'Excel·lència de l'Overseas Press Club de Nova York pel seu reportatge des de l'Afganistan (2002); el premi Reporters del Món, que concedeix cada any el diari El Mundo, per la seva cobertura a l'Iraq (2005); el Liberpress (2006), a Girona, i el Maria Moors Cabot Prize (2013), el reconeixement internacional més antic en el camp del periodisme. Actualment és integrant de la junta directiva de la Fundación Nuevo Periodismo, amb seu a Cartagena de Indias, Colòmbia, que va fundar Gabriel García Márquez el 1995.